# Пісошенька
Пісошенька (біл. Пясошанька) — річка в Гомельському районі Гомельської області, права притока річки Терюха. Довжина 14 км. Починається за 2 км на північний захід від села Антонівка, Гирло на західній околиці села Шутівка. Русло каналізоване протягом 8 км (від витоку до залізниці Чернігів — Гомель).